# 偶像大師 白金星光
《偶像大師 白金星光》为一款模拟游戏，于2016年7月28日在PlayStation 4发行。游戏为万代南梦宫偶像大师系列作品之一。
2016年2月2日，在台北國際電玩展的台灣萬代南夢宮娛樂舞台舉辦的「《偶像大師》十週年台北國際電玩展特別舞台」活動中宣布，確定將推出繁體中文版。

## 遊戲內容

### 情节
如同系列之前的主要作品，玩家在《白金星光》中扮演765事务所制作人培养偶像。但本作故事系重新构造，和前作的情节没有联系；不过偶像的形象和性格没有变化。
本作中的765事务所是一间弱小的艺人事务所。社长决定带全体偶像到偏远乡村合宿强化训练。玩家扮演新人制作人，和偶像交流、带领她们训练，在最后的舞台中取胜。

## 开发
万代南梦宫在2013年9月SCEJA发布会上，宣布制作一款PlayStation 4偶像大师游戏。之后在2015年7月的系列十周年现场演出中，播放了游戏宣传视频。《Fami通》在2016年1月末公开了游戏名称“白金星光”，同时游戏开发进度达六成。
游戏换用新Logo设计，系列制作人坂上阳三称，这象征着新的开始。游戏为PlayStation 4的第一款游戏，该平台能更好展现偶像的歌舞魅力。
游戏于2016年9月28日在繁体中文区域和韩国发行。

### 系統
受惠於PlayStation 4主機的高效能，本作的遊戲系統採用了新的影像呈現技術，加入了比前代更為細緻的動畫渲染、更精緻的人物模組，和臉部表情的細膩度提升。
對於遊戲演出（Live）較前作更為講究，能夠對於演出舞台底下觀眾席的50000隻的螢光棒作出不同形式的揮舞，且能夠自由調整攝影機的移動方式，更加接近於一場演唱會之中的臨場感和真實性，角色的肢體動作也全面更新，增加遊戲的可玩性和趣味性。